# 朱敬循
朱敬循（？—1607年），字叔理，號石門，浙江紹興府山陰縣人，明朝政治人物。

## 生平
萬曆十九年（1591年）辛卯科順天府鄉試舉人。萬曆二十年（1592年），登壬辰科第二甲第六名進士，兵部觀政，六月授刑部主事，二十一年調禮部，二十二年升员外郎，二十五年历任礼部郎中，二十六年調吏部稽勋郎中，調考功司，二十七年調文选司，二十八年升太常寺少卿，丁母憂歸。三十二年補原职，三十四年正月升右通政司，三十五年卒，四十六年六月賜祭一坛。

## 家族
曾祖朱廷瓚，贈吏部左侍郎；祖父朱公節，贈吏部尚書；父朱赓，禮部尚書兼大學士。母陳氏，封一品夫人。子朱啓元，中书舍人。